# Leola
Leola（日语：レオラ；3月14日—）是一位日本女歌手。於LDH經紀公司、日本索尼音樂娛樂唱片公司旗下。在夏威夷語中，「leo」與「la」分別代表聲音與太陽。

## 音樂作品

### 單曲
1. Rainbow（2016年4月27日）
2. Let it fly（2016年8月24日）
3. I & I（2016年11月23日）

## 演出

### 電視劇
- 戀習曲（2016年5月－6月、富士電視台）－飾CHERYL。

### 廣告
- SISTA.J（2016年）
- 索尼「h.earシリーズ」（2016年）[2]

## 腳註
1. ↑  . モデルプレス. 2016-05-30  [2016-05-30]. （原始内容存档于2020-11-07）.
2. ↑  . ORICON STYLE. 2016-10-17  [2016-10-17]. （原始内容存档于2020-10-24）.

## 外部連結
- Leola OFFICIAL WEBSITE （页面存档备份，存于）
- Leola official的X（前Twitter）
- Leola official的Instagram帳戶
- Leola official的Facebook專頁
- Leola official的Tumblr